# Tremellidium piskorzii
Tremellidium piskorzii är en svampart som beskrevs av Petr. 1927. Tremellidium piskorzii ingår i släktet Tremellidium, divisionen sporsäcksvampar och riket svampar.   Inga underarter finns listade i Catalogue of Life.